# Badi az-Zaman
 (août 2024).
Si vous disposez d'ouvrages ou d'articles de référence ou si vous connaissez des sites web de qualité traitant du thème abordé ici, merci de compléter l'article en donnant les références utiles à sa vérifiabilité et en les liant à la section « Notes et références ».
Pour les articles homonymes, voir Zaman (homonymie).
Badi az-Zaman Mırza (né vers 1469, mort à Constantinople le 12 août 1515) est le dernier grand émir timouride, sunnite. Lui et son frère (Moẓaffar Ḥosayn) accèdent au trône à Hérat (Afghanistan) en 1506 à la mort de leur père Husayn Bayqara, mais sont renversés dès 1507 par les Ouzbeks de la dynastie des Chaybanides lors de leur attaque finale contre l'Empire timouride. Il est ensuite accueilli par Selim Ier à Constantinople, où il meurt à l'âge de 46 ans. Il est enterré à la mosquée Eyüp Sultan.